# Beijinho

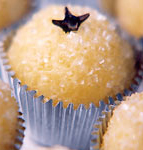

Beijinho (Portugees: kleine kus) is een Braziliaanse lekkernij, gemaakt van kokosnoot, gecondenseerde melk en boter.
De beijinho is een variant van de brigadeiro, met kokosnoot. Traditioneel wordt bovenaan het gebakje een kruidnagel gestoken. Brazilianen eten vaak beijinhos bij verjaardagen, naast onder meer brigadeiros.